# Sabana de la Mar
Sabana de la Mar es un municipio de la República Dominicana, ubicado en la provincia de Hato Mayor, en la región Este del país. Es conocido por su proximidad al Parque Nacional Los Haitises, una de las reservas ecológicas más importantes de la isla. Su economía se basa en la pesca, la agricultura y el turismo ecológico.

## Localización
El municipio se encuentra a 44 kilómetros de la capital provincial Hato Mayor y a 154 kilómetros de la ciudad de Santo Domingo.

## Límites
Municipios limítrofes:
|                                                   | Norte: Océano Atlántico             |              |
| Oeste: Sánchez, Sabana Grande de Boyá y Bayaguana |                                     | Este: Miches |
|                                                   | Sur: Bayaguana, El Valle y El Seibo |              |

## Distritos municipales
Está formado por los distritos municipales de:
| Nombre                         | Código   |
| ------------------------------ | -------- |
| Sabana de la Mar               | 09300201 |
| Elupina Cordero de Las Cañitas | 09300202 |

## Historia
Sabana de la Mar fue fundada en 1760 por el brigadier español Diego Delira, quien quedó al mando de la bahía para garantizar los bienes de los franceses establecidos en la Isla de Xámana, Península de Samaná. 
Fue elevado a la categoría de Común (Municipio) en 1876 perteneciente al Distrito Marítimo (Provincia) de Samaná; luego el municipio sería transferido a la Provincia de El Seibo. El 3 de diciembre de 1984 fue transferido a la Provincia de Hato Mayor del Rey al crearse dicha provincia.
Es el municipio más grande de la provincia, y fue declarada provincia ecoturística en el año 2002 mediante la Ley 77-02.

## Demografía
Según el Censo Nacional de Población y Vivienda de 2002, el municipio tenía una población total de 14.676, de los cuales 7404 eran hombres y 7272 mujeres.

## Economía
Las principales actividades económicas del municipio son la agropecuaria y la pesca. La actividad turística se ha incrementado en los últimos años con el ecoturismo con visitantes al parque nacional Los Haitíses, próximo a la ciudad cabecera del municipio, donde se encuentra la más grande riqueza natural de las Antillas.
Sabana de la Mar y Samaná comparten con el Banco de la Plata, el espectáculo de las ballenas jorobadas, que llegan a esta zona cada año para reproducirse; y en su muelle se embarca el 50% de los casi 30 mil turistas extranjeros que visitan este santuario de mamíferos marinos cada año. 

## Religión
El cristianismo, Al igual que en el resto del país la religión que más se profesa es la católica.
En el pueblo se encuentra la iglesia de la Virgen del Pilar, iglesia cristianay el museo dedicado a la Señorita Elupina Cordero (1892-1939), devota de manos milagrosas, muy querida por los lugareños en el país y fuera de él.

## Lugares de interés

### Parque nacional los Haitises
Los Haitises, uno de los Parques nacionales más grandes de República Dominicana (con una superficie total de casi 1,200 kilómetros cuadrados), está localizado en la región Noreste del país, específicamente en Sabana de la Mar. Sus terrenos están ubicados entre las provincias de Monte Plata y Hato Mayor. Haitises viene del vocablo indígena "Jaitises", que quiere decir "Tierra Alta" o "Tierra de Montañas", en lengua aborigen.
Las excursiones por Los Haitises, ofrecen la posibilidad de conocer la mayor reserva de manglar de El Caribe, cuevas con pictografías y petroglifos de origenTaíno; así como un bosque húmedo de frondosa vegetación que guarda aves endémicas y migratorias, así como especies en vía de extinción, las cuales forman parte de este lugar. 

### Parque nacional Salto La Jalda
El salto La Jalda es el más alto del Caribe, con más de 120 metros de altura, En tiempos de lluvias sus aguas blanquecinas que se destacan en su caída, dejando ver la inmensidad y preciosidad que deslumbra entre el verde del bosque y las rocas por donde llega el agua a la chorrera.
Guardado por el copioso bosque del parque nacional Salto La Jalda y oculto entre las empinadas montañas que forman el cinturón de la Cordillera Oriental, La Jalda es el más alto y atractivo que hay en Sabana de la Mar.

### Capilla-Museo Señorita Elupina Cordero

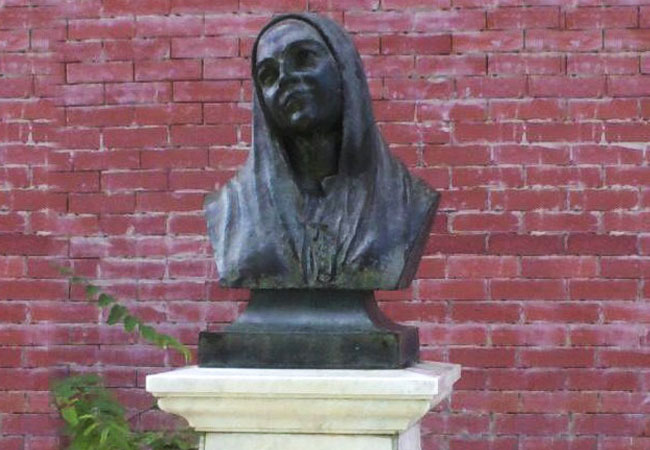
Busto en honor a la Señorita Elupina Cordero

La Señorita Elupina Cordero nació en Sabana de la Mar (1892-1939), ha sido Elupina un apóstol de los sabanalamarinos. Huérfana, ciega y tullida a edad temprana, en su aspecto espiritual nos encontramos ante un alma que rompía los moldes ordinarios de una persona normal.
Estuvo dotada de una gran sensibilidad natural. Esta mujer, a raíz de sus limitaciones, asumió desde temprana edad una encomiable misión: evangelizar, curar, alimentar y aliviar el dolor ajeno. Su apostolado lo ejerció con una programación ordenada y efectiva, fomentando la vida espiritual de todo el pueblo del que era natural, veneración que sobrevive en nuestros tiempos.
Sus restos descansan en la Capilla-Museo dedicados a su nombre.